# Femke Bol
Femke Bol (født 23. februar 2000 i Amersfoort) er en hollandsk atlet, som primært dyster i sprint og hækkeløb. Hun vandt bronze ved Sommer-OL 2020 i Tokyo, i 400 m hækkeløb, hvor hun slog europæisk rekord med 52.03 sekunder, hvor hun blev den tredje hurtigste kvinde i hækkeløb. Hun vandt to guldmedaljer ved EM i indendørs atletik 2021 i Toruń, hvor hun satte hele 11 nationale rekorder og yderligere fem mere i stafetløb.
Femke Bol holder, fra og med august 2021, hollandsk rekord på 400 m, 300 / 400 m hækkeløb, lige så vel som indendørs 400 m.